# Bernard Johnson
Bernard „Bunchy“ Johnson (* 1952 in New Orleans; † 21. März 2010 ebenda) war ein US-amerikanischer Jazz-Schlagzeuger und Schauspieler, der in der Jazz- und Rhythm-&-Blues-Szene von New Orleans aktiv war.
Johnson graduierte an der St. Augustine High School und studierte Kommunikation´s- und Theaterwissenschaft an der Xavier University. In New Orleans arbeitete er u. a. mit Aaron Neville, Allen Toussaint, Dave Bartholomew, Ellis Marsalis, Dr. John, Irma Thomas, Marva Wright, James Booker, Kermit Ruffins, Deacon John und George French. Ab 2005 trat er regelmäßig mit Jeremy Davenports Band im Ritz-Carlton-Hotel New Orleans auf. Johnson hatte in den 2000er-Jahren Auftritte in der Fernsehserie Treme, außerdem im Nicolas-Cage-Film Pakt der Rache, Werner Herzogs Bad Lieutenant – Cop ohne Gewissen, in der kurzlebigen TV-Serie K-Ville sowie in Marc Forsters Monster’s Ball und in Lovesong for Bobby Long; außerdem wirkte er in dem Off-Broadway-Musical Staggerlee in New York mit. Im Bereich des Jazz war er zwischen 1990 und 2008 an 36 Aufnahmesessions beteiligt. Johnson starb im März 2010 mit 57 Jahren.